# Bajanbulag járás
Bajanbulag járás (mongol nyelven: Баянбулаг сум) Mongólia Bajanhongor tartományának egyik járása. Területe 3170 km². Népessége kb. 2000 fő.
Székhelye Bajanbulag (Баянбулаг), mely 250 km-re északnyugatra fekszik Bajanhongor tartományi székhelytől.